# The Secret of Treasure Island
Secretul insulei comorilor  (titlu original: The Secret of Treasure Island) este un film SF american din 1938 regizat de Elmer Clifton. În rolurile principale joacă actorii Don Terry, Gwen Gaze, Walter Miller. Scenariul se bazează pe romanul Comoara din insulă de Robert Louis Stevenson.

## Capitole
1. The Isle of Fear
2. The Ghost Talks
3. The Phantom Duel
4. Buried Alive
5. The Girl Who Vanished
6. Trapped by the Flood
7. The Cannon Roars
8. The Circle of Death
9. The Pirate's Revenge
10. The Crash
11. Dynamite
12. The Bridge of Doom
13. The Mad Flight
14. The Jaws of Destruction
15. Justice

Sursa:

## Distribuție
- Don Terry - Larry Kent, un reporter care investighează dispariția unui coleg în zonă
- Gwen Gaze - Toni Morrell
- Walter Miller - Carter 'The Shark' Collins, proprietarul insulei
- Grant Withers - Roderick Gridley
- George Rosener - Cpt. Samuel Cuttle
- Hobart Bosworth - Dr X.
- Sandra Karina - Sora medicală Zanya
- Patrick J. Kelly - profesor  Gault
- Yakima Canutt - Dreer, conducătorul oamenilor-cârtiță, scalvii săpători ai lui Collins